# British Aircraft Corporation
Британська авіаційна корпорація (BAC) була британським виробником літаків, утвореним у результаті злиття під тиском уряду компаній English Electric Aviation Ltd., Vickers-Armstrongs (Aircraft), Bristol Airplane Company та Hunting Aircraft у 1960 році. Bristol, English Electric і Vickers стали «батьками» BAC з частками в 20 %, 40 % і 40 % відповідно. BAC, у свою чергу, придбала акціонерний капітал своїх авіаційних інтересів і 70 % Hunting Aircraft через кілька місяців.

## Історія

### Формування

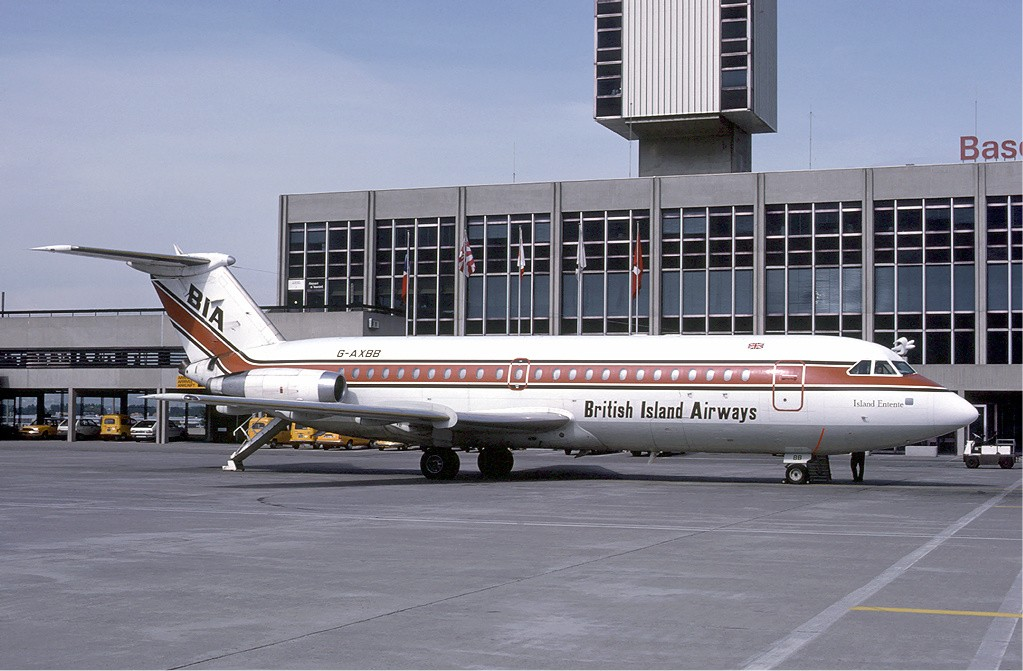
Пасажирський авіалайнер BAC 1-11

Походження BAC можна простежити у заяві британського уряду про те, що він очікує консолідації та злиття різних компаній, які займаються авіацією, керованою зброєю та двигунами. Крім того, уряд також пообіцяв стимули для мотивації такої реструктуризації; збереження державних видатків на дослідження та розробки та гарантія допомоги у запуску «нових перспективних типів цивільних літаків». Одним із особливо гучних стимулів став контракт на новий великий надзвуковий ударний літак, який мав стати BAC TSR-2.
Відповідно, протягом 1960 року BAC була створена як спільна корпорація Vickers, English Electric і Bristol. Внутрішньо бізнес мав два підрозділи — відділ літаків під керівництвом сера Джорджа Едвардса та відділ керованої зброї під керівництвом віконта Калдекота. Літаки трьох батьківських компаній тепер були дочірніми компаніями BAC; «Bristol Aircraft Ltd», «English Electric Aviation Ltd» (з Калдекотом, як генеральним директором) і «Vickers-Armstrongs (Aircraft) Ltd» (під керівництвом сера Джорджа Едвардса). BAC також мав контрольний пакет акцій Hunting Aircraft. Батьки все ще мали значні інтереси в авіації за межами BAC. English Electric мала авіаційні двигуни Napier & Son, Bristol — 50 % двигунів Bristol Aerojet і Bristol Siddeley, а також менші інвестиції в Westland і Short Brothers & Harland.

### Ранні починання

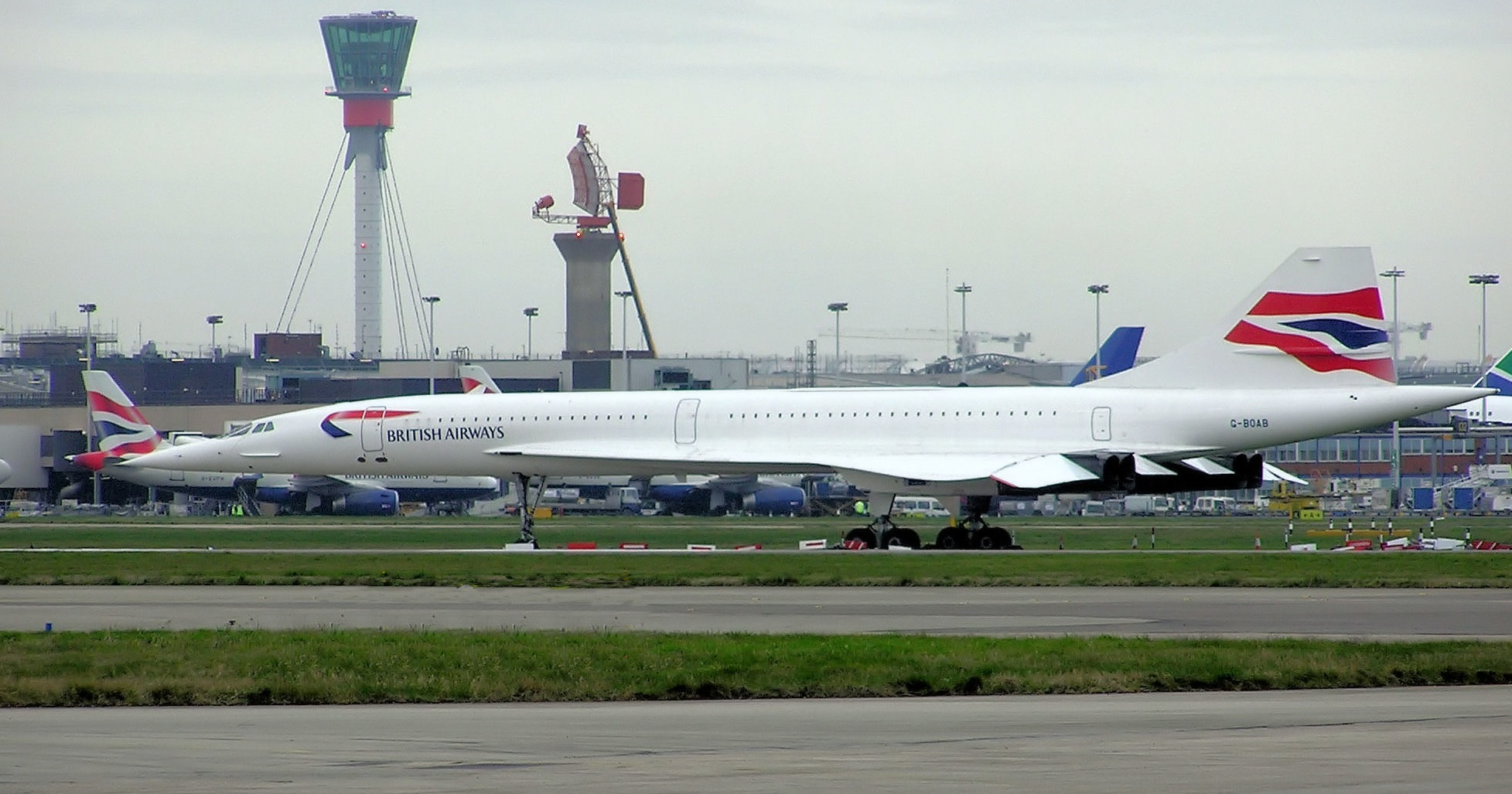
BAC Aérospatiale Concorde G-BOAB на зберіганні в лондонському аеропорту Хітроу після приземлення Concorde у 2000 році. Цей літак пролетів 22 296 годин між своїм першим польотом у 1976 році та посадкою на землю.

Більшість конструкцій літаків BAC були успадковані від окремих компаній, які їх створили. BAC не застосувала свою нову ідентичність ретроспективно, тому VC10 залишився Vickers VC10. Замість того, щоб компанія використовувала свою назву для маркетингових ініціатив, реклама VC10 носила назву «Vickers-Armstrong (Aircraft) Limited, компанія-член British Aircraft Corporation». Першою моделлю, що носила назву BAC, став у 1961 році BAC One-Eleven (BAC 1–11), розробка Hunting Aircraft. Враховуючи численні скасування державних контрактів у 1960-х роках, BAC 1–11, який був запущений як приватне підприємство, ймовірно, врятував компанію.
До злиття Bristol уникав ринку дозвукових авіалайнерів на користь роботи над надзвуковим транспортним літаком Bristol 223. Робота продовжувалася під керівництвом BAC і зрештою була об'єднана з подібними зусиллями, які здійснюються французькою авіабудівною компанією Sud Aviation, в результаті чого з'явився Англо-французький Конкорд. Описаний Flight International як «авіаційна ікона» та «один із найамбітніших, але комерційно помилкових проектів в аерокосмічній галузі», продажі цього типу були слабкими порівняно зі звичайними дозвуковими авіалайнерами, головним чином через появу широкофюзеляжних літаків, наприклад Boeing 747, який зробив дозвукові авіалайнери значно ефективнішими. Хоча до березня 1969 року консорціум мав домовленості про 74 варіанти від 16 авіакомпаній, лише дві авіакомпанії, Air France і British Overseas Airways Corporation, продовжили виконання своїх замовлень. Регулярні рейси розпочалися 21 січня 1976 року на маршрутах Лондон–Бахрейн і Париж-–Ріо-де-Жанейро.

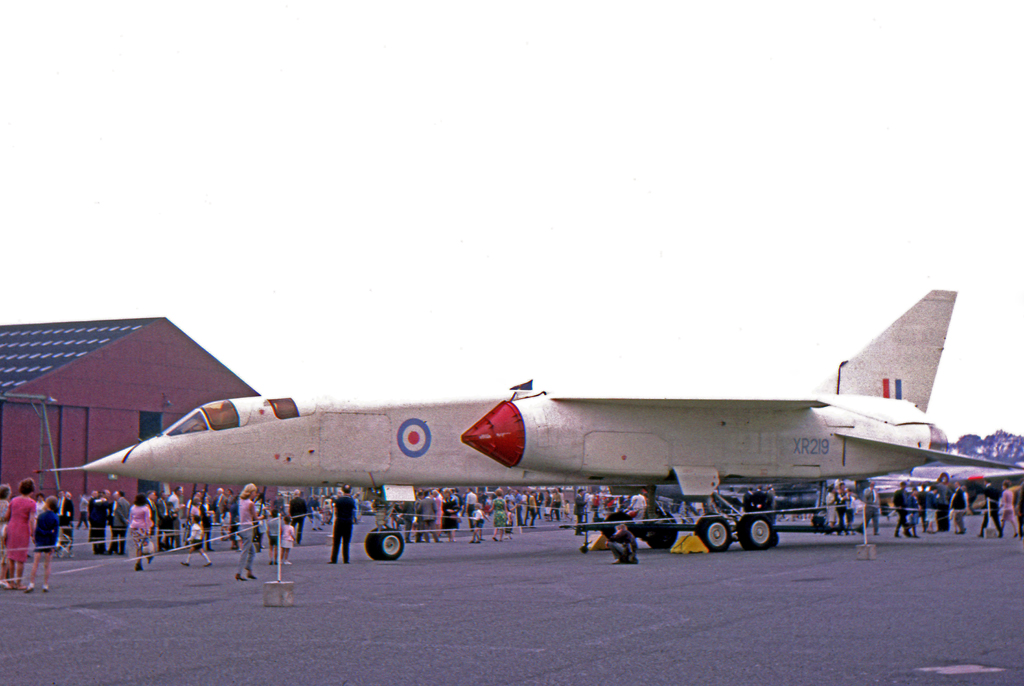
Прототип BAC TSR-2 на заводі Warton в 1966 році

### Нові підприємства
17 травня 1965 року уряди Великої Британії та Франції оголосили про підписання двох угод щодо двох спільних проектів; один на основі пропозиції французької авіабудівної компанії Breguet Aviation Br.121 ECAT («Tactical Combat Support Trainer»); це перетвориться на SEPECAT Jaguar. Іншим був BAC/Dassault AFVG (англо-французька змінна геометрія), більший палубний винищувач зі змінною геометрією для (авіаносців) ВМС Франції, який також виконував функції перехоплювача, тактичного удару та розвідки для Королівських ВПС. AFVG повинен був бути спільно розроблений BAC і Dassault Aviation, тоді як запропонований турбовентиляторний двигун M45G для живлення літака також повинен був бути спільно розроблений SNECMA і Bristol Siddeley. Однак у червні 1967 року французький уряд оголосив про свій вихід із AFVG, нібито через витрати.

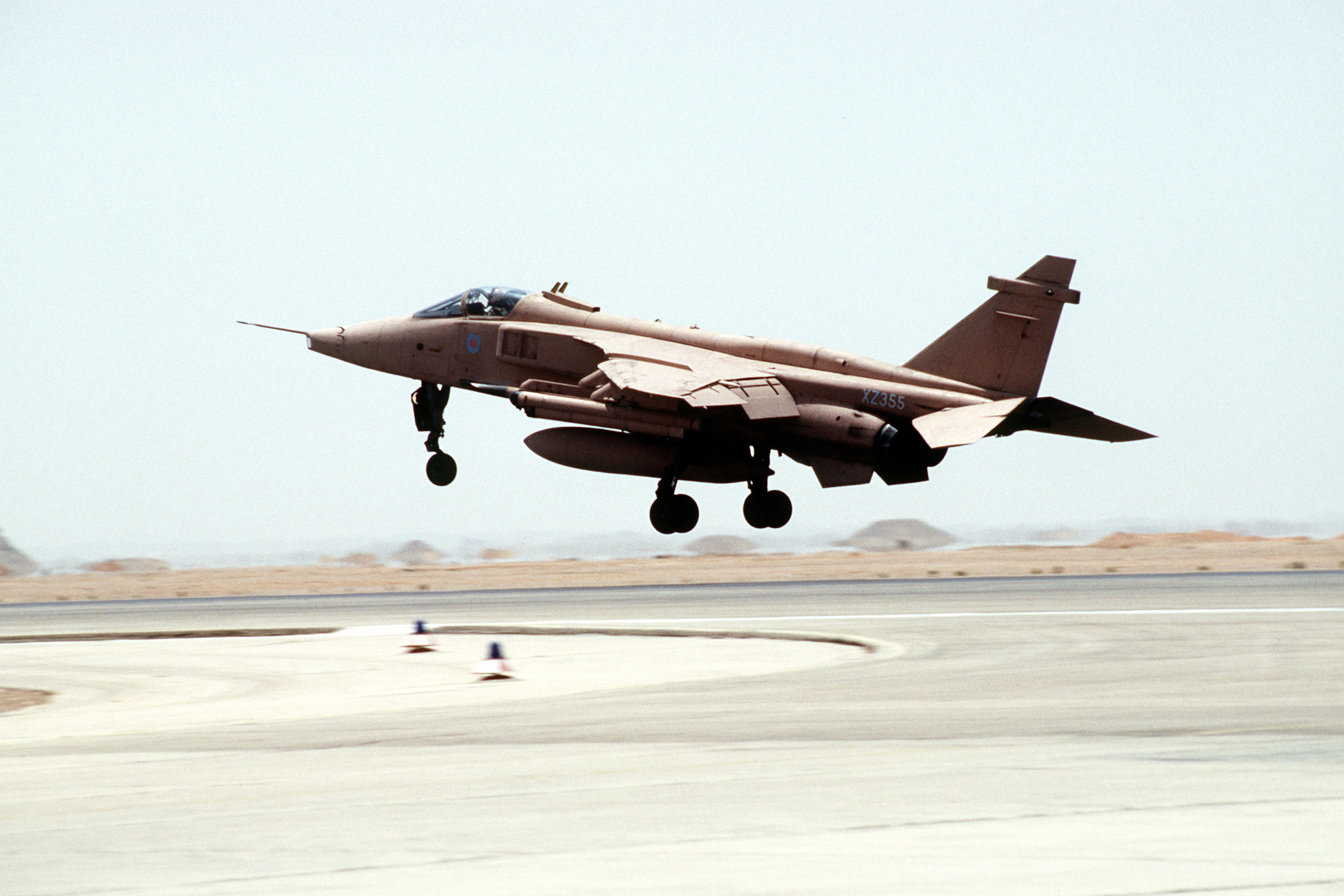
SEPECAT Jaguar

### Саудівська Аравія

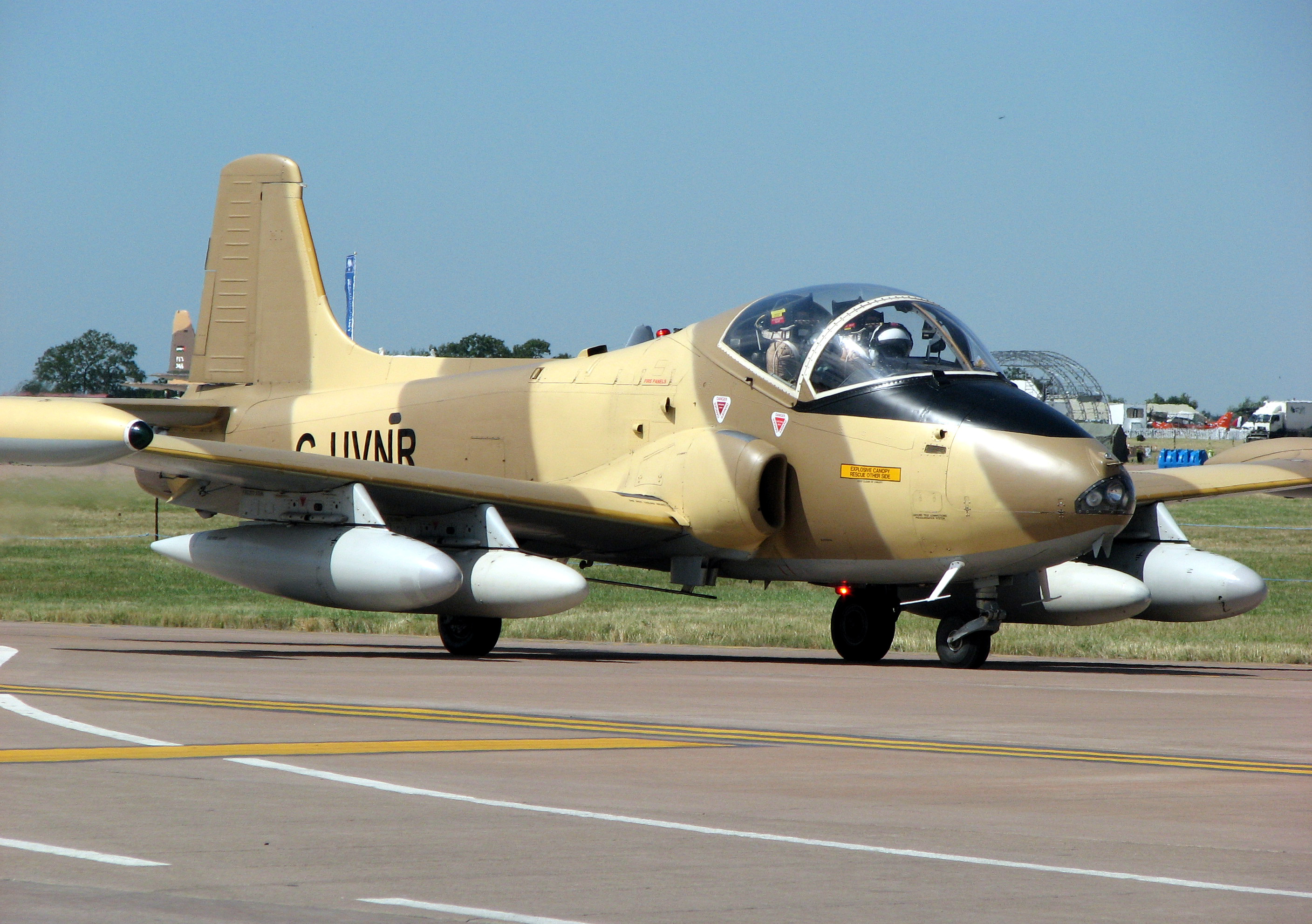
Приватний BAC Strikemaster

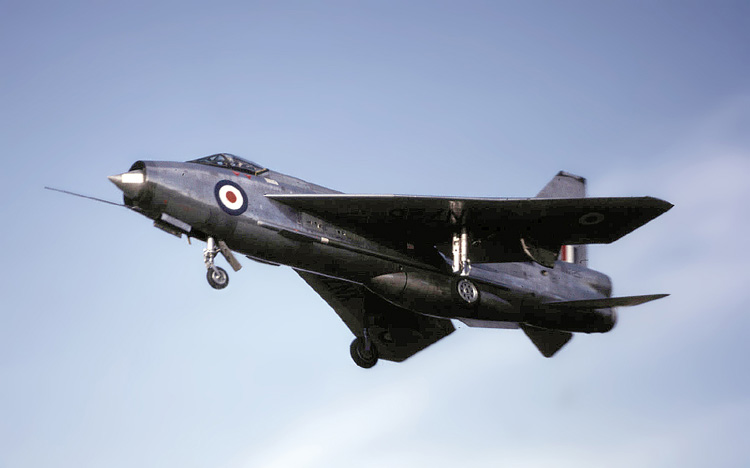
English Electric Lightning

На початку 1960-х років уряд Саудівської Аравії оголосив про свій намір запустити масштабну програму придбання оборонних засобів, яка передбачала заміну винищувачів країни та створення передової системи протиповітряної оборони та мережі зв'язку. Здавалося, американські компанії гарантовано виграють більшу частину цієї роботи, однак Королівські ВПС Саудівської Аравії (RSAF) зрештою отримають велику кількість літаків британського виробництва та обладнання для задоволення їхніх потреб.